# Squeak
Squeak е реализация на интерпретатор и среда с отворен код на езика за програмиране Smalltalk, създадена от оригиналните създатели на Smalltalk-80 в Apple Computer.
Squeak е създаден специално с образователна цел. Проведени са серия от обучения на деца между 10 и 12 години, началото на които е документирано във филма Squeakers. За детската общност от потребители на Squeak е създадена страницата SqueakLand Архив на оригинала от 2011-04-01 в Wayback Machine.. Освен за обучение, Squeak е много добра среда за разработка на мултимедийни приложения и прототипи. В нея има вградени редактори (Browsers), конзоли (Workspace и Transcript), системи за управление на пакети, версии (Monticello), Unit тестове (SUnit), и множество други инструменти.

## Squeak в България
Български екип участва в разработката на едно от най-големите приложения писани някога на Squeak – Sophie. В етап на планиране е започване на изучаването на Squeak в Софийски университет.
Вече съществува и Българска Smalltalk група.